# Operacja Meduza
Operacja „Meduza” – międzynarodowa operacja wojskowa sił ISAF przeciwko talibom w Afganistanie, prowadzona od 2 do 17 września 2006 roku. Jej celem było rozbicie oddziałów partyzanckich talibów i wyparcie ich z południowych rejonów kraju.

## Przebieg
Od początku operacji siły ISAF dysponowały zdecydowaną przewagą. W pierwszym dniu walk nie odnotowano ofiar cywilnych. W drugim dniu działań, 3 września, zginęło 200 talibskich bojowników. Wojska kanadyjskie straciły 4 żołnierzy, a 9 zostało rannych. Zwiadowcy NATO zlokalizowali w Kandaharze oddział talibów liczący blisko tysiąc partyzantów, a lotnictwo i piechota ISAF przystąpiły do walki.   
W wyniku ostrzału moździerzowego ze strony talibów zginęło 14 brytyjskich żołnierzy. W odpowiedzi wysłano amerykańskie samoloty A-10, które, po otrzymaniu błędnych danych, ostrzelały pozycje kanadyjskie, zabijając 8 kanadyjskich żołnierzy. Następnie kanadyjska i holenderska artyleria zabiły co najmniej 51 talibów. 9 września 2006 roku, w bitwie pod Pandżwai, zginęło 94 bojowników.  
Według oficjalnych komunikatów NATO, po tygodniu walk w Pandżwai zginęło prawie 300 talibów. W ciągu kolejnych czterech dni walki ustały, gdyż znaczna część talibów zdołała się wycofać. 14 września siły ISAF przejęły talibańskie granaty, amunicję oraz rakiety. 
Ostatecznie operacja „Meduza” została przeprowadzona w rejonie Kandaharu przez siły liczące około 2000 żołnierzy, skierowane przeciwko mniej więcej 2000 talibów. Zginęło około 500 talibów, a około 140 zostało wziętych do niewoli.
Choć oficjalną datą zakończenia operacji jest 17 września, sporadyczne walki w regionie trwały jeszcze przez kilka dni.

## Ofiary cywilne
Według dostępnych danych, podczas operacji zginęło 31 cywilów. 3 stycznia 2007 roku rzecznik NATO poinformował, że sojusz podejmuje działania mające na celu zwiększenie bezpieczeństwa ludności cywilnej i minimalizację strat wśród niej.

## Skutki
Operację oficjalnie zakończono 17 września, osiągając jej główny cel – wyparcie talibów z południowych rejonów Afganistanu. Mimo to w kolejnych miesiącach walki w regionie wybuchły na nowo. W rezultacie długofalowy cel operacji, jakim było całkowite rozbicie partyzantki talibów, nie został w pełni zrealizowany. Pomimo dużych strat, talibowie zwiększyli liczbę zamachów terrorystycznych w tym rejonie.